# کیمیاگر (مجموعه تلویزیونی کره جنوبی)
کیمیاگر (کره‌ای: 마이더스; لاتین‌نویسی اصلاح‌شده: Ma-i-deo-seu) سریالی تلویزیونی ساخته کشور کره جنوبی در سال ۲۰۱۱ است که جانگ هیوک، لی مین-جونگ و کیم هی در آن نقش ایفا کرده‌اند. این داستان دربارهٔ ادغام و جمع‌آوری، بازار سهام و دنیای بورس برای تصرف مالکیت شرکت‌ها و دستکاری سهام‌ها است. این مجموعه از ۲۲ فوریه تا ۳ مه ۲۰۱۱، روزهای دوشنبه و سه‌شنبه ساعت ۲۱:۵۵ (کی‌اس‌تی) برای ۲۱ قسمت از اس‌بی‌اس پخش شد.

## خلاصهٔ داستان

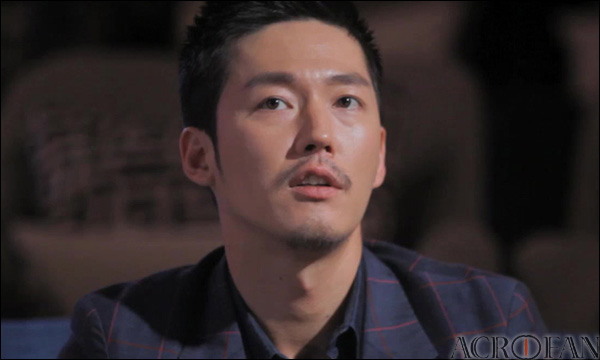
جانگ هیوک یکی از بازیگران نقش اصلی

کیم دو هیون یک مرد باهوش و از خانواده فقیر است. وی دانشجو برتر کلاس خود در یکی از بهترین دانشکده‌های حقوق در کشور است. در حالی که به دنبال مشاغل آینده‌دار است، او به عنوان وکیل یک خانواده سرمایه‌دار استخدام می‌شود که ثروت واقعی شان ممکن است بیش از تصور هر کسی باشد. رویاهای او برای زندگی صلح آمیز با نامزدش (لی یونگ یون) در این زمان تغییر می‌کندوقتی شخصی «به او پیشنهادی می‌دهد که نمی‌تواند رد کند.»

## بازیگران

### شخصیت‌های اصلی
- کیم دو هیون (۳۲ ساله) با بازی: جانگ هایوک

دو هیون مردی باهوش و جاه طلبی است. کیم دانش‌آموخته از بهترین دانشگاه کره جنوبی است. وی همچنین بهترین در کلاس دانشکده حقوق بوده‌است. پدرش هنگام کودکی دوهیون از خانه خارج شده بود و او و مادرش را در فقر رها کرده بود. مادرش او را در سختی بزرگ کرد و در زمانی که دوهیون در دانشکده حقوق تحصیل می‌کرد درگذشت. او زمانی احساس خوشبختی را در قلب خود احساس می‌کند که فقط با دوست قدیمی خود یونگ یون و خانواده تشکیل دهد و با خوشبختی با یونگ یون زندگی کند. پس از فارغ‌التحصیلی از دانشکده حقوق، او به بهترین مؤسسه حقوقی کره جنوبی می‌پیوندد و برای خانوادهٔ ثروتمند یو فعالیت می‌کند. جاه طلبی‌های او به زودی به طمع تبدیل می‌شود که به نوبه خود شروع به خراب کردن زندگی وی می‌کند.
- لی یونگ یون (۲۷ساله) با بازی: لی مین جونگ

لی دوست دختر دیرینه دو هیون است. پس از فارغ‌التحصیلی از مدرسه پرستاری، او در یکی از برترین بیمارستان‌های عمومی کره جنوبی به استخدام درمی آید و به زودی پس از آن، پرستار در بخش وی ای پی (ویژه) این بیمارستان می‌شود. هنگامی که دو هیون پس از پیوستن به مؤسسه حقوقی تغییر می‌کند و دیگر آن آدم سابق نیست، لی به دلیل حرص و طمع دوهیون مجبور به ترک او می‌شود. او برای جلب انتقام از یو این هیه به «یو میونگ جون» می‌پیوندد، که آنها وظیفه تغییر شخصیت دو-هیون را بر این باورند.
- یو این هه (۴۰ ساله) با بازی: کیم هی-ایه

یو این هه بزرگترین دختر خانواده یو پیل سانگ است. به نظر می‌رسد یوها به‌طور خانواده ثروتمندی هستند، اما ثروت آنها در همان سطح سامسونگ و هیوندای است. یو این هه دارای دو برادر بزرگتر، یک برادر کوچکتر و یک خواهر کوچکتر است. همه ۵ خواهر و برادر یک مادر یکسان ندارند. پدر این هه پس از برقراری رابطه، مادرش را ترک کرد. این هه کره جنوبی را به مقصد ایالات متحده ترک می‌کند. او سپس مدیریت ارشد کسب‌وکار خود را در دانشگاه دریافت می‌کند، سپس به عنوان یک کارگزار اوراق بهادار در وال استریت فعالیت می‌کند. اکنون او رئیس صندوق محافظت چند میلیارد دلاری خود است. مشاغل وام پدرش، تجارت املاک و مستغلات و شرکت صندوق‌های تأمینی او این قدرت را دارند که اقتصاد کره جنوبی را تغییر دهند. او یک زن قدرتمند و بدون تجربه عاشقانه است و هرگز ازدواج نکرده‌است. او از پدرش متنفر است، اما همیشه تحسینش می‌کند، که این باعث تعارض می‌شود. او کسی است که زندگی دوهیون را وضعیت بهتر یا بدتر تغییر می‌دهد.
- یو میونگ جون (۳۱. ساله) با بازی: نو مین-وو

یو میونگ جون، برادر کوچکتر یو این هه او برخلاف خواهرش، شخصیت نرم و لطیف تری دارد. وی بیماری در اتاق وی ای پی بیمارستان است که جونگ یون در آن کار می‌کند. وی در استیج پایانی سرطان قرار دارد. میونگ جون معتقد است که پول دلیل بدبختی‌هایی است که وی متحمل شده‌است، بنابراین، او پول را فتننه انگیز می‌داند. میونگ جون شخصیتی بدبینانه دارد و وقت خود را با مهمانی از غروب تا طلوع آفتاب تلف می‌کند. او اینگونه بود تا زمانی که یونگ یون در زندگی او ظاهر می‌شود.
خانواده کیم
- لی دئوکوا به عنوان کیم تائه سونگ
- کیم سونگ اوه به عنوان کیم دو چول، برادر نیمه دوه هیون

خانواده یو
- کیم سونگ کیوم به عنوان یو پیل سانگ
- چوی یونگ وو به عنوان یو کی جون، بزرگترین برادر این هیه
- یون جون مون به عنوان یو سونگ جون، برادر دوم اینهه
- هان یو-یو به عنوان یو می-ران، خواهر کوچک این‌هه

بازیگران دیگر
- چون هو جین به عنوان چوی گوک هوان
- شین سو یول به عنوان کوون یی-جی
- لی مون سو به عنوان لی یونگ گوک
- جونگ سوک به عنوان جائه-بئوم
- سو جو به عنوان سو جی
- لی سانگ یوب به عنوان هان جانگ سوک
- ریکی کیم در نقش استیون لی
- کیم جی یونگ به عنوان وو گوم جی
- جو سانگ گوک به عنوان برو دونگ چون
- شین سونگ-هوان به عنوان جائه بوک
- لی هائونگ به عنوان چا یونگ دقیقه
- کیم سون ایل به عنوان چوی گوک هوان
- کیم بیونگ س به عنوان جیمز
- کیم بیونگ کی به عنوان گو سئونگ-چئول
- کانگ کیونگ هون به عنوان بائه جونگ-جا
- شین چای به عنوان یانگ سو جونگ برنده شد
- جئونگ گوک هوان به عنوان هان جین سو
- بائک سونگ هیون به عنوان چانگ سو
- یو هو مین به عنوان هیون جین وو
- لی سئون هو به عنوان یون جی ووک
- چوی یانگ شین به عنوان دختر سالن اتاق
- جانگ وون-جوان به عنوان مان سو
- پارک هایوک کون به عنوان جانگ گون هو
- کیم یوگ سو به عنوان آقای چوی جوان سو، رئیس بانک شین هونگ بانک
- جی دا هان به عنوان جانگ پیل
- یانگ جین وو به عنوان لی جئونگ-دو